# 弓鳍鱼
弓鳍鱼是弓鳍鱼目弓鳍鱼科弓鳍鱼属目前仅存的一种，属于全骨下纲的辐鳍鱼类，与雀鳝目的亲缘关系较近，也是一种活化石。从侏罗纪的化石中就有弓鳍鱼類存在，但目前只剩本種生存在密西西比河流域和北美洲东部的河流、湖泊中。体长可达一米，性凶猛，以动物性食物为主。

## 特征

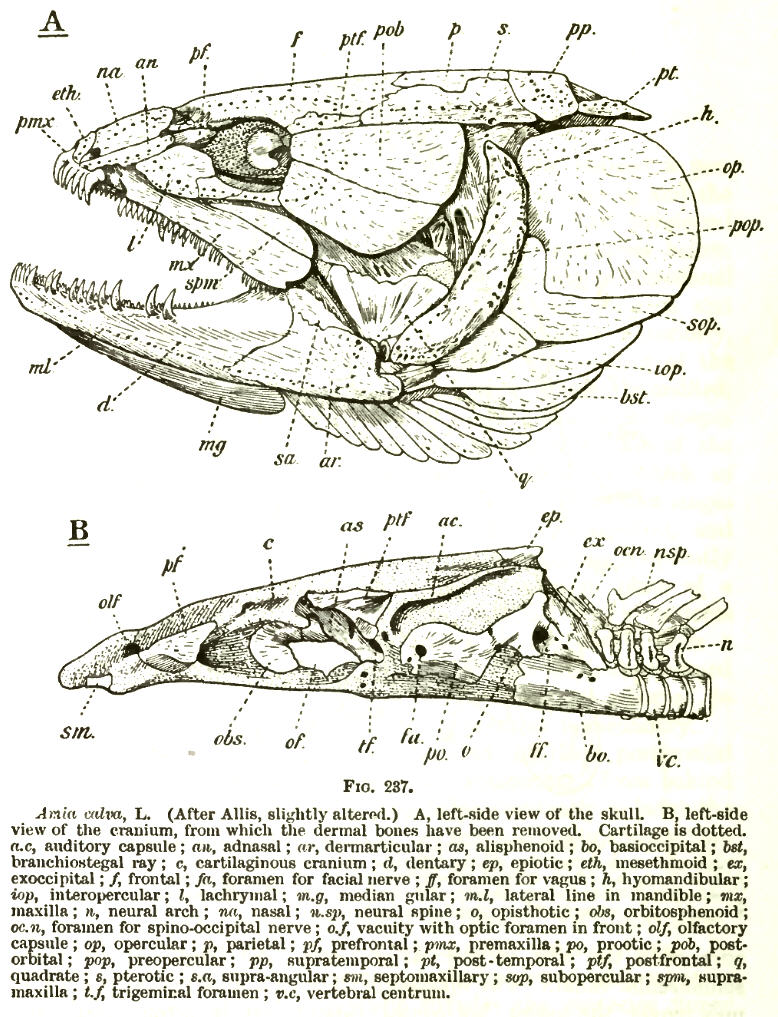
解剖圖

身体延长，稍侧扁，雌魚長65—70 cm（26—28英寸），雄魚長50—65 cm（20—26英寸）。其最長可達109 cm（43英寸），重9.75（21.5磅）。新生的弓鰭魚在一年內就可以長到13—23 cm（5.1—9.1英寸）。
体被有革狀硬鱗，颏部有一喉板；背鳍延长，臀鳍短；尾部近似正尾形，后缘为圆形，尾部靠背处有一大黑斑，雄性尾鳍上也有一个外黄内黑的斑点，背鳍延长，鳔大，有红血球，在缺氧时可以临时用鳔呼吸。颌部有喉板，尾鳍近乎正圆形。

## 生態
本魚棲息於植物茂盛的湖泊或溪流中，屬肉食性，以魚類、青蛙、甲殼類、蠕蟲等為食，繁殖期約在每年4至7月，雄魚會在淺灘以水草築巢，並建立勢力範圍，雌魚每次產卵數為3萬顆，卵約8至10天孵化。

## 經濟利用
它被釣魚愛好者所青睞，但是其攻擊性很強，牙齒鋒利，因此需要格外小心處理。
它的肉口感並不好，但在熏製或烹飪之後仍可食用。它的魚籽有時候會被當做鱘魚子的替代品，商品名為“Cajun caviar”、“Choupiquet Royale”。